# Nazira
Nazira è una suddivisione dell'India, classificata come municipal board, di 12.466 abitanti, situata nel distretto di Sibsagar, nello stato federato dell'Assam. In base al numero di abitanti la città rientra nella classe IV (da 10.000 a 19.999 persone).

## Geografia fisica
La città è situata a 26° 55' 0 N e 94° 43' 60 E e ha un'altitudine di 131 m s.l.m..

## Società

### Evoluzione demografica
Al censimento del 2001 la popolazione di Nazira assommava a 12.466 persone, delle quali 6.569 maschi e 5.897 femmine. I bambini di età inferiore o uguale ai sei anni assommavano a 1.347, dei quali 715 maschi e 632 femmine. Infine, coloro che erano in grado di saper almeno leggere e scrivere erano 10.094, dei quali 5.516 maschi e 4.578 femmine.